# Rudolf II. od Ivoisa
Grof Rudolf II. od Ivoisa (fra. Raoul II d’Ivois; ? — 960./965.) bio je francuski plemić, grof Ivoisa i Verduna. Bio je nasljednik svog oca, koji mu je bio imenjak te je na mjestu grofa Verduna naslijedio Otona od Lotaringije. Rudolfa je svrgnuo Stjepan od Ivoisa.

## Obitelj
Rudolf II. je bio sin i nasljednik grofa Rudolfa I. od Ivoisa. Majka Rudolfa II. bila je gospa Eva; Rudolf je imao brata i sestru.